# Laquette de Pouzac
Pour les articles homonymes, voir Lac Vert et Laquette.
La Laquette de Pouzac est un lac pyrénéen français situé administrativement dans la commune de Bagnères-de-Bigorre dans le département des Hautes-Pyrénées en région  Occitanie.
Le lac a une superficie de 0,2 ha pour une altitude de 1 607 m, il atteint une profondeur de 2 m.

## Géographie
Le lac se situe en haut de la vallée de Lesponne, entre la montée au lac Bleu de Lesponne et celle au lac de Peyrelade.

### Topographie
|                                | Lesponne                 |                            |
|                                | laquette de Pouzac       |                            |
| Lac Bleu de Lesponne (1 977 m) | Pic de Mérlheu (2 636 m) | Lac de Peyrelade (1 919 m) |

## Protection environnementale
Le lac fait partie d'une zone naturelle protégée, classée ZNIEFF de type 2 : Bassin du haut Adour.

## Voies d'accès
En venant de la vallée de Lesponne (D 29) par le Chiroulet, chemin du lac Bleu de Lesponne ou chemin du lac de Peyrelade.